# Jan Chyliński
Jan Chyliński (właśc. do 1945 Jan Bierut, ps. Janek; ur. 29 stycznia 1925 w Warszawie, zm. 16 grudnia 2013) – polski inżynier i urzędnik, wiceminister (1965–1970), ambasador PRL w RFN (1978–1981).

## Życiorys

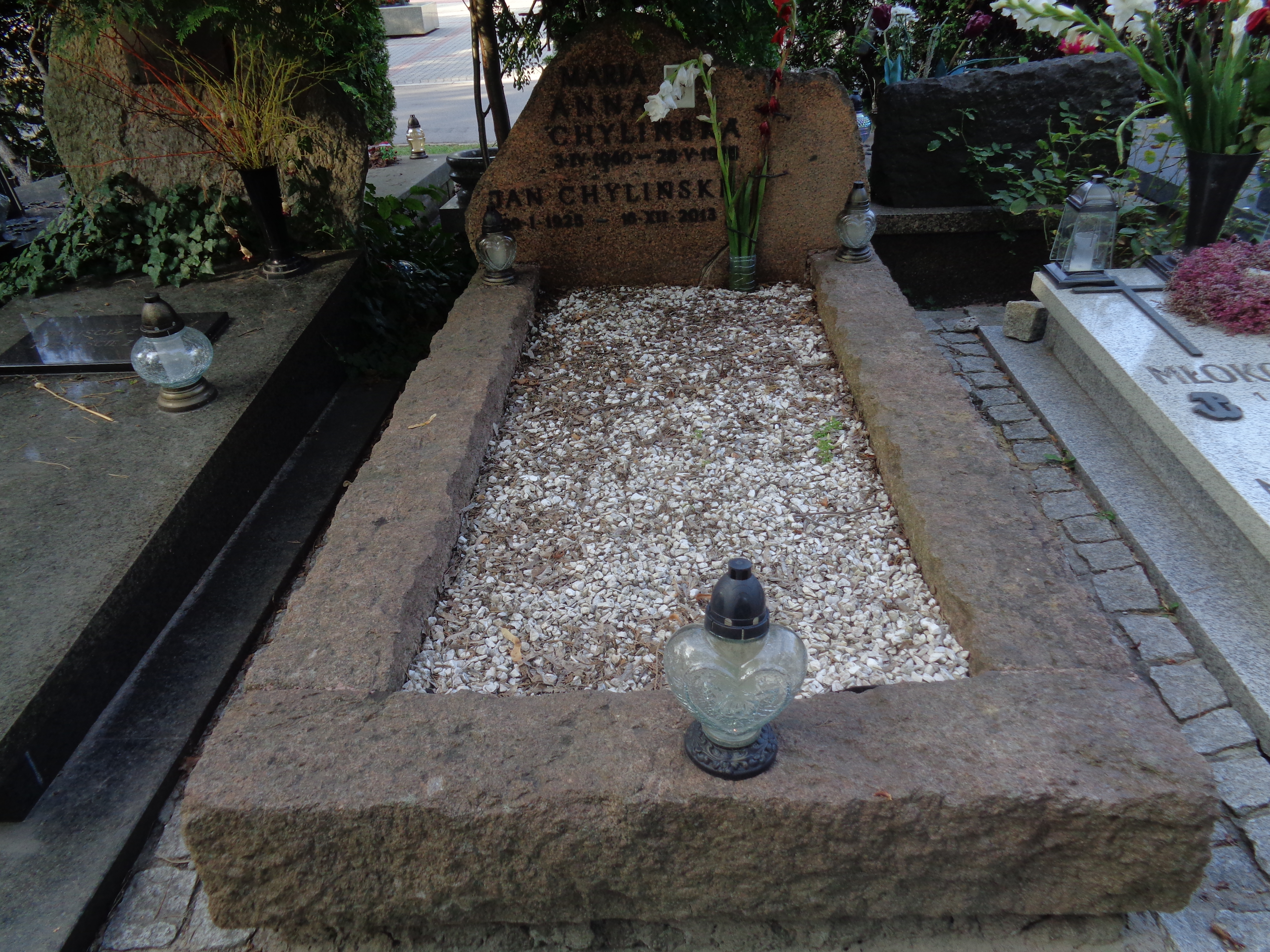
Grób Jana Chylińskiego na Cmentarzu Wojskowym na Powązkach w Warszawie

Był synem Bolesława i Janiny Bierutów. Ukończył szkołę ogólnokształcącą przy Robotniczym Towarzystwie Przyjaciół Dzieci na Żoliborzu oraz Gimnazjum im. Bolesława Limanowskiego (matura w 1944). W 1943 przystąpił do Związku Walki Młodych, a później należał do Gwardii i Armii Ludowej. W latach 1944–1945 walczył w oddziale Armii Ludowej na Podhalu. W 1945 przez krótki okres pełnił funkcję adiutanta Prezydenta KRN (swojego ojca) w stopniu podporucznika. W tym samym roku podjął studia na Akademii Górniczej w Krakowie, a w latach 1947–1952 kształcił się w Moskiewskim Instytucie Lotniczym (uzyskał dyplom magistra inżyniera – specjalisty ds. silników lotniczych).
Po powrocie do kraju podjął pracę w Wytwórni Sprzętu Komunikacyjnego w Rzeszowie, a później w Instytucie Lotnictwa w Warszawie. W 1963 mianowany wiceprzewodniczącym Komisji Nauki i Techniki (do 1965). W latach 1965–1967 pełnił obowiązki wiceministra przemysłu ciężkiego, a od 1967 do 1970 wiceministra przemysłu maszynowego. W 1970 zatrudniony w charakterze dyrektora Zakładów Technicznych „Zgoda” w Świętochłowicach. Od 1971 do 1978 sprawował funkcję wiceprzewodniczącego Komisji Planowania przy Radzie Ministrów. W latach 1971–1981 był członkiem KC PZPR.
W 1978 objął urząd ambasadora PRL w RFN (do listopada 1981). Po powrocie do PRL przeszedł na emeryturę, jednak pełnił obowiązki doradcy przy Komisji Planowania oraz w Przemysłowym Instytucie Motoryzacji.
Pochowany na Cmentarzu Wojskowym na Powązkach w Warszawie (kwatera 3A tuje-2-40).
Odznaczony m.in. Krzyżem Srebrnym Orderu Wojennego Virtuti Militari, Krzyżem Komandorskim Orderu Odrodzenia Polski, Orderem Sztandaru Pracy II klasy oraz Krzyżem Walecznych.